# Tadeusz Dręgiewicz
Tadeusz Dręgiewicz (ur. 30 lipca 1890 w Stanisławowie, zm. 18 stycznia 1968 w Krakowie) – polski lekkoatleta, który specjalizował się w biegach średnich.

## Kariera
Na mistrzostwach Polski w 1920 roku zdobył złoto w biegu drużynowym na 3000 metrów, a indywidualnie był trzeci na dystansie 1500 metrów. Kolejne sukcesy na krajowym czempionacie odnosił w 1922 kiedy zdobył srebro w biegu na 800 metrów i brąz na dystansie o połowę krótszym. Był w składzie sztafety szwedzkiej, która 2 lipca 1922 we Lwowie ustanowiła rekord Polski czasem 2:09,6. Rekord życiowy w biegu na 800 metrów – 2:15,6 (30 września 1922, Warszawa).
Znalazł się w gronie zawodników nominowanych do kadry na igrzyska olimpijskie w 1920. Z powodu wojny polsko-bolszewickiej Polska nie wysłała jednak ostatecznie reprezentacji na te zawody.
Był pierwszym polskim sprawozdawcą prasowym z igrzysk olimpijskich w Sztokholmie (1912) – wysyłał wówczas relacje dla dzienników lwowskich. W 1914 ukończył studia na Wydziale Filozofii uniwersytetu Jana Kazimierza we Lwowie, a następnie był nauczycielem w tamtejszych szkołach.
Jeden z założycieli, w 1919, Polskiego Związku Lekkiej Atletyki, a następnie szef placówki okręgowej związku we Lwowie. W 1937 był wiceprezesem organizacyjno-propagandowym klubu LKS Pogoń Lwów.
Po II wojnie światowej był m.in. sędzią międzynarodowym, a w latach 1957–1960 prezesem Krakowskiego Okręgowego Związku Lekkiej Atletyki.
Pochowany na cmentarzu Rakowickim w Krakowie (kwatera LXXIV-18-3 na pasie).

## Ordery i odznaczenia
- Złoty Krzyż Zasługi (19 marca 1931)[5]